# SR53
SR53 – spalinowy wagon rewizyjny wyprodukowany w latach 1965–1973 przez Zakłady Naprawcze Taboru Kolejowego Lubań Śląski w liczbie 5 egzemplarzy specjalnie dla Polskich Kolei Państwowych.

## Historia

### Geneza
W latach 1954–1955 i 1957 zakłady Waggonbau Görlitz wyprodukowały dla Polskich Kolei Państwowych 8 dwuosiowych wagonów serii SR51 i 4 czteroosiowe SR52 służące do diagnostyki i konserwacji sieci trakcyjnej. W latach 60. w Polsce prowadzono intensywną rozbudowę sieci, ale mimo to niemieckie pojazdy pozostawały jedynymi tego rodzaju użytkowanymi w kraju. Na pociągi sieciowe zaczęto adaptować wycofane kryte wagony towarowe, a później również osobowe, które ciągnięte były przez parowozy bądź spalinowozy. Rozwiązanie to jednak nie było odpowiednie, dlatego zdecydowano o zaprojektowaniu nowego pojazdu.

### Projekt i produkcja
W 1964 r. Zakład Pojazdów Szynowych Centralnego Ośrodka Badań i Rozwoju Techniki Kolejnictwa z Warszawy opracował projekt lekkiego dwuosiowego wagonu spalinowego do utrzymania sieci trakcyjnej przeznaczony dla PKP, a następnie jego dokumentację techniczną wykonało Biuro Konstrukcyjne COBiRTK z siedzibą w Poznaniu. Ze względu na brak krajowego podpodłogowego silnika spalinowego koncepcja ta była jak na ówczesne czasy dość prymitywna, w związku z czym produkcję seryjną tych pojazdów planowano powierzyć Zakładom Naprawczym Taboru Kolejowego z Lubania Śląskiego o ograniczonych wówczas możliwościach wykonawczych.
W 1965 r. ZNTK Lubań wyprodukowały prototypowy wagon oznaczony jako SR53-01, a następnie przeprowadzono jego testy pod nadzorem ZPS COBiRTK. W 1970 w konstrukcji pojazdu wprowadzono modyfikacje, po czym w latach 1972–1973 w tym samym zakładzie zbudowano kolejne 4 wagony tej serii.
W I połowie lat 70. opracowano projekt pojazdów serii SR71, a w 1974 również w ZNTK Lubań rozpoczęto ich produkcję, w związku z czym zaniechano budowy następnych wagonów SR53.

## Konstrukcja
Wagon jest przeznaczony do transportu 8-osobowej brygady technicznej, której zadaniami są prace związane z kontrolą, utrzymaniem i naprawą sieci trakcyjnej. Pojazd jest ruchomym warsztatem wyposażonym w podnoszony hydraulicznie pomost roboczy, pantograf pomiarowy i kopułę na dachu do jego obserwacji.
Dwuosiowy pojazd SR53 wyposażono w wysokoprężny silnik spalinowy typu S53 o mocy 75 KM, który stosowany był w samochodach ciężarowych marki Star. Napęd przekazywany jest na jedną oś za pomocą przekładni wykorzystującej koła zębate zastosowane w samochodzie ciężarowym Żubr. Skrzynia biegów natomiast jest zmodyfikowaną wersją skrzyni montowanej w Żubrze, w której względem oryginału zmieniono niektóre przełożenia oraz zastosowano pneumatyczne sterowanie włączaniem biegów.
Prędkość maksymalna wagonu wnosi 65 km/h, natomiast prędkość minimalna wykorzystywana podczas pracy przy sieci trakcyjnej 5 km/h.

## Eksploatacja
Polskie Koleje Państwowe rozpoczęły eksploatację wagonów serii SR53 w 1972. Pod koniec lat 70. Wschodnia Dyrekcja Okręgowa Kolei Państwowych eksploatowała 1 pojazd, natomiast na stanie Południowej i Północnej DOKP były po 2 egzemplarze.